# یواس‌اس کیت (۱۸۶۴)
یواس‌اس کیت (۱۸۶۴) (به انگلیسی: USS Kate (1864)) یک کشتی بود که طول آن not known بود. این کشتی در سال ۱۸۶۴ ساخته شد.